# Hyesan
Hyesan (혜산시?, 惠山市?, Hyesan-siLR) è una città della Corea del Nord, capoluogo della provincia del Ryanggang.